# Zoubida Laayouni
Zoubida Laayouni (en arabe : زبيدة لعيوني ; née le 5 février 1956) est une athlète marocaine, spécialiste du lancer du disque.

## Biographie
Elle remporte à six reprises le titre du lancer du disque des Championnats d'Afrique en 1979, 1982, 1984, 1985, 1989 et 1990, et obtient par ailleurs deux médailles de bronze en 1988 et 1992. 

### Palmarès
| Date | Compétition            | Lieu             | Résultat | Épreuve           |
| ---- | ---------------------- | ---------------- | -------- | ----------------- |
| 1979 | Championnats d'Afrique | Dakar            | 1re      | Lancer du disque  |
| 1981 | Championnats panarabes | Tunis            | 1re      | Lancer du disque  |
| 1982 | Championnats d'Afrique | Le Caire         | 1re      | Lancer du disque  |
| 1983 | Championnats panarabes | Amman            | 1re      | Lancer du disque  |
| 1984 | Championnats d'Afrique | Rabat            | 1re      | Lancer du disque  |
| 1985 | Championnats d'Afrique | Le Caire         | 1re      | Lancer du disque  |
| 1985 | Jeux panarabes         | Rabat            | 1re      | Lancer du disque  |
| 1985 | Jeux panarabes         | Rabat            | 3e       | Lancer du javelot |
| 1987 | Championnats panarabes | Alger            | 2e       | Lancer du disque  |
| 1988 | Championnats d'Afrique | Annaba           | 3e       | Lancer du disque  |
| 1989 | Championnats d'Afrique | Lagos            | 1re      | Lancer du disque  |
| 1989 | Championnats panarabes | Le Caire         | 2e       | Lancer du disque  |
| 1990 | Championnats d'Afrique | Le Caire         | 1re      | Lancer du disque  |
| 1992 | Championnats d'Afrique | Belle Vue Maurel | 3e       | Lancer du disque  |
| 1992 | Jeux panarabes         | Rabat            | 1re      | Lancer du disque  |
| 1995 | Championnats panarabes | Le Caire         | 3e       | Lancer du disque  |

### Records
| Épreuve          | Performance | Lieu   | Date         |
| ---------------- | ----------- | ------ | ------------ |
| Lancer du disque | 56,94 m     | Meknès | 20 mars 1994 |